# Eupithecia adornata
Eupithecia adornata là một loài bướm đêm trong họ Geometridae.